# Castillazuelo
Castillazuelo település Spanyolországban, Huesca tartományban. Castillazuelo Barbastro, Laluenga, Peraltilla, Pozán de Vero, Salas Altas és Salas Bajas községekkel határos. Lakosainak száma 166 fő (2024).

## Népesség
A település népessége az utóbbi években az alábbiak szerint változott:
| Lakosok száma | 227  | 230  | 223  | 199  | 197  | 191  | 176  | 162  | 164  | 166  |
|               | 2001 | 2004 | 2006 | 2009 | 2011 | 2014 | 2016 | 2019 | 2021 | 2024 |